# Алоэ
Ало́э (лат. Áloë) — род суккулентных растений семейства Асфоделовые (Asphodelaceae) подсемейства Асфоделовые (Asphodeloideae), содержащий более 550 видов, распространённых в Африке и на Аравийском полуострове. Ранее род Алоэ относили к семействам Алоевые (Aloaceae) и Ксанторреевые (Xanthorrhoeaceae)

## Название
Родовое название алоэ восходит к греч. ἀλόη, которое выводится из арабского (أَلْوَة / ʔальва) или древнееврейского (אהל / ʾахал, часто упоминается в тексте Библии). Из греческого слово заимствовано в латинский язык в форме aloē.
Более точное написание научного названия — Aloë, где буква ë — не русская «ё», а латинская e со знаком диерезиса, означающая, что в данном случае сочетание oe произносится как два раздельных звука («оэ»).
В качестве общеупотребительного русского названия некоторых видов рода Алоэ используется слово «столетник».

## Биологическое описание

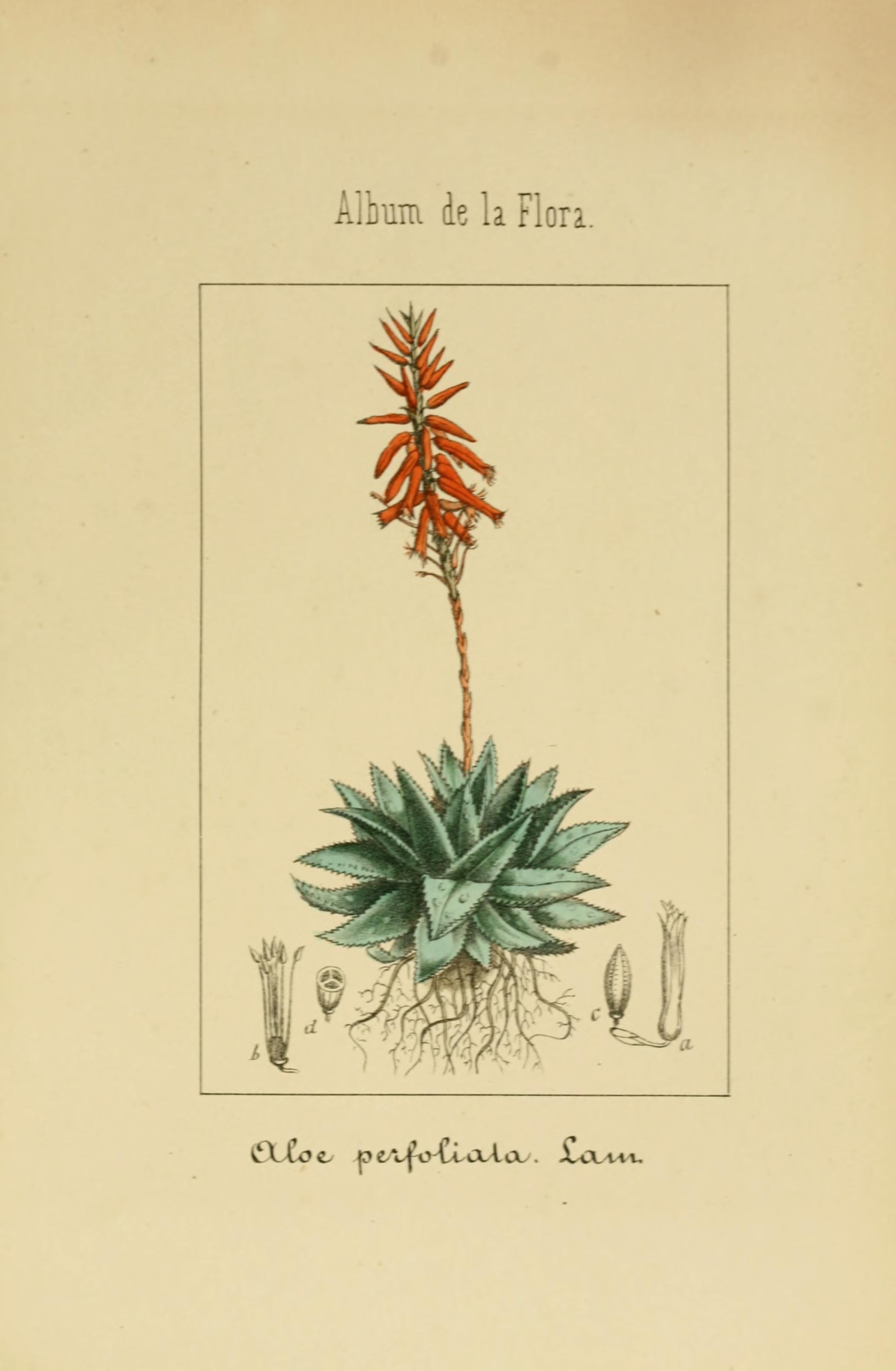
Ботаническая иллюстрация из книги «Album de la flora médico-farmacéutica é industrial, indígena y exótica», том 3. 1864

Род Алоэ объединяет многолетние листовые, травянистые, кустарниковые или древовидные ксерофиты и суккуленты.
Короткий стебель (или ствол) усажен толстыми мясистыми мечевидными листьями, собранными в густые розетки и расположенными в них по спирали. У некоторых видов листья достигают 60 см длины. Края листьев могут быть гладкими или зубчатыми, усаженными по краю острыми шипами или мягкими ресничками. Листья могут накапливать большое количество воды, значительно увеличиваясь в размерах. Листья закрывают поры, что предупреждает испарение воды при недостаточном её поступлении извне. Мякоть листа разделена на характерные ячейки, сохраняющие запасы влаги во время засухи. При длительной засухе визуально уменьшается размер листьев за счет израсходования резерва влаги. Также в неблагоприятных условиях растение сбрасывает нижние листья с целью сохранить жизнь.
Цветки небольшие, трубчатые, белые, красные, жёлтые или оранжевые, расположенные на длинном цветоносе в верхушечной многоцветковой кисти.

## Распространение
Растения рода Алоэ происходят из аридных областей Южной и тропической Африки, Мадагаскара и Аравийского полуострова.
Алоэ в основном произрастает в тёплом и сухом климате.
Алоэ может существовать в условиях, когда другие растения вянут и умирают. Это позволило алоэ пережить суровые изменения в климате нашей планеты и дожить до наших времён. В экстремальных ситуациях это растение закрывает устьица листьев, удерживая влагу внутри листа. В листьях алоэ создаётся довольно большой запас влаги.

## Систематическое положение
Система классификации APG II (2003) относила род алоэ к семейству Асфоделовые. Пришедшая ей на смену Система классификации APG III (2009) включила асфоделовые в состав семейства Ксанторреевые (Xanthorrhoeaceae) в качестве подсемейства, Система классификации APG IV (2016) вернула род в семейство асфоделовых.
В традиционной систематике род выделяли в своё собственное семейство Aloaceae (Алоевые, или Алойные), а иногда причисляли к семейству Лилейные. Близкими родственниками алоэ являются роды Гастерия, Хавортия и Книпхофия, имеющие одинаковый метод роста, часто в быту эти роды тоже называют алоэ. Иногда «американским алоэ» называют агаву американскую (Agave americana), хотя оно относится совсем к другому семейству — Агавовые.
Так как род Алоэ оказался полифилетическим, он был разделен на разные роды: Aloe, Kumara, Aloiampelos и Gonialoe. Несколько недавних филогенетических исследований подтвердили это разделение и показали, что Алоэ на самом деле состоит из нескольких относительно не связанных между собой групп.

## Ботаническая классификация
Род включает более 500 видов, наиболее известные виды:
- Aloe arborescens Mill. — Алоэ древовидное

Кустарник до 3 м высотой. Применяется в медицине. Чаще всего именно этот вид называют столетником.
- Aloe aristata Haw. — Алоэ остистое
- Aloe helenae Danguy — Алоэ Елены
- Aloe nyeriensis Christian & I.Verd. [syn.  Aloe ngobitensis Reynolds]
- Aloe succotrina Lam. — Алоэ сокотринское
- Aloe suzannae Decary — Алоэ Сюзанны
- Aloe variegata L. — Алоэ тигровое, или алоэ пёстрое
- Aloe vera — Алоэ настоящее, или Алоэ вера, вид с Канарских островов. Растение с коротким стеблем и розеткой из пёстрых колючих листьев, достигающей 60 см в диаметре. Широко используется в медицине и косметике. Популярное комнатное растение.
- Aloe wildii (Reynolds) Reynolds

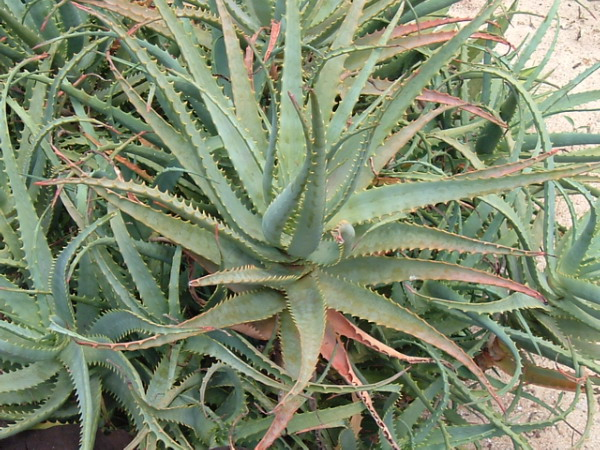
Алоэ древовидное
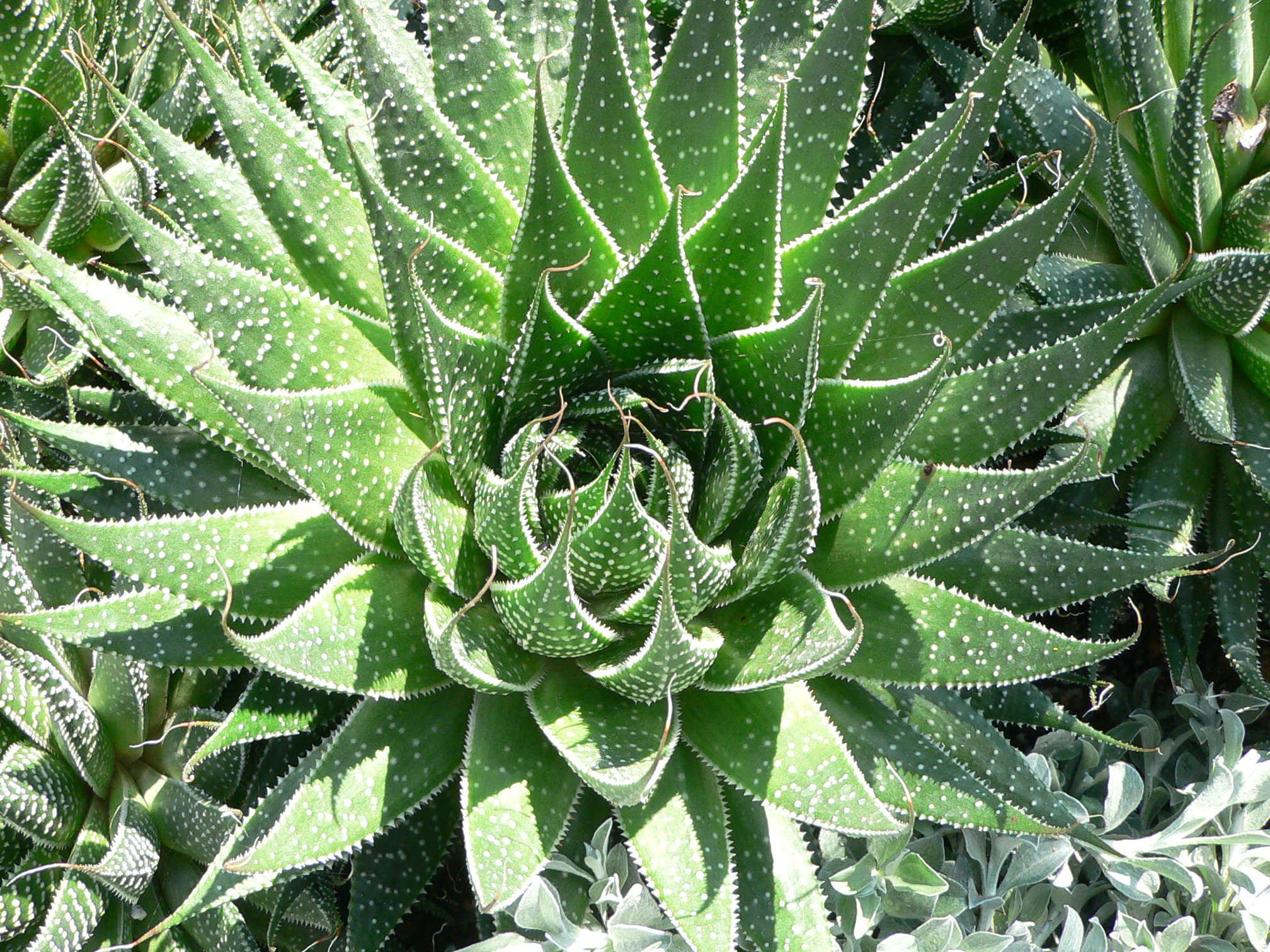
Aloe aristata
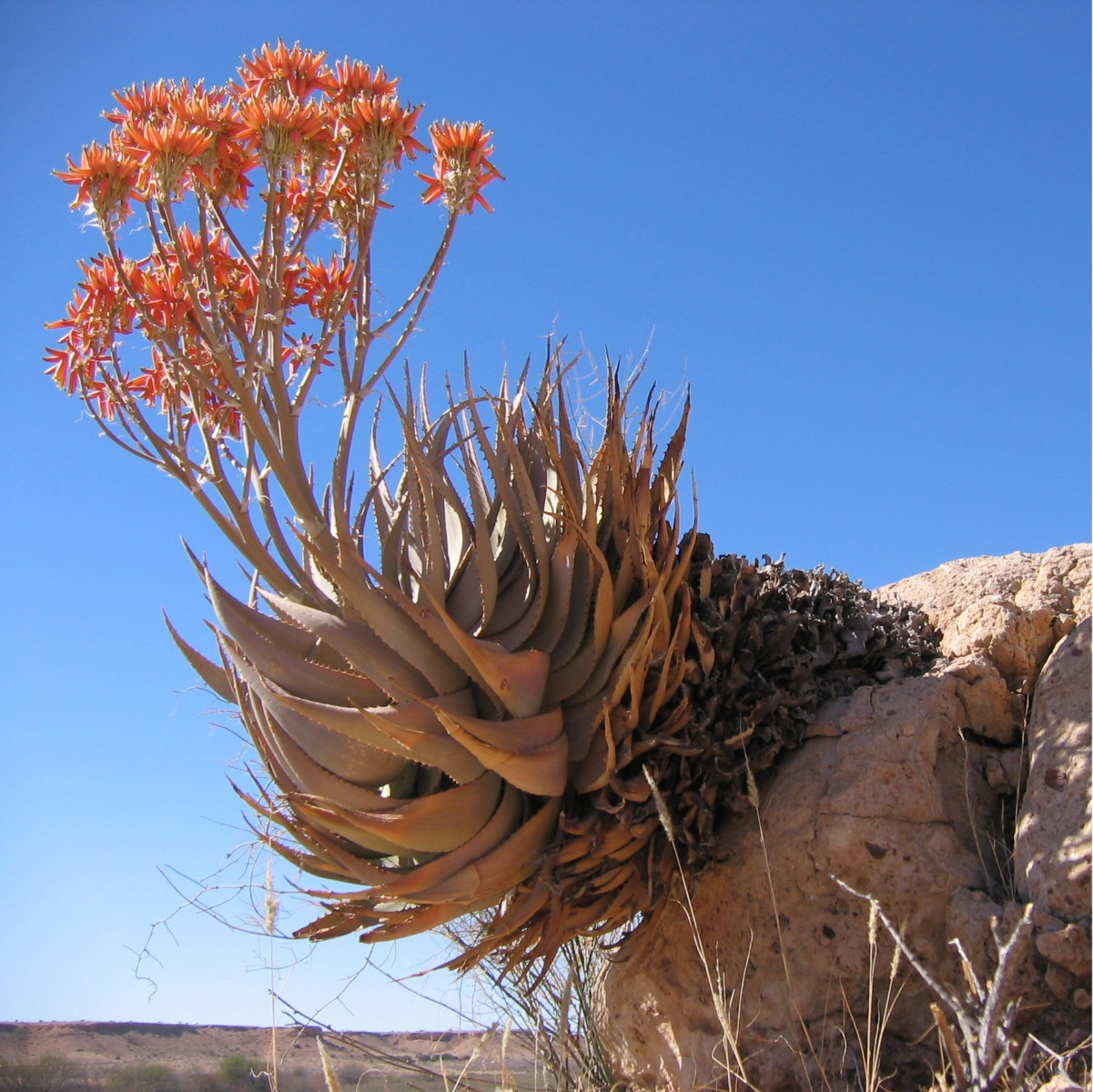
Aloe hereroensis
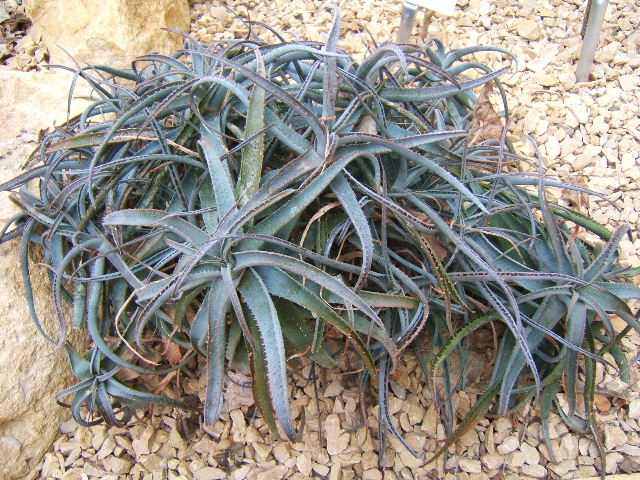
Aloe parvula
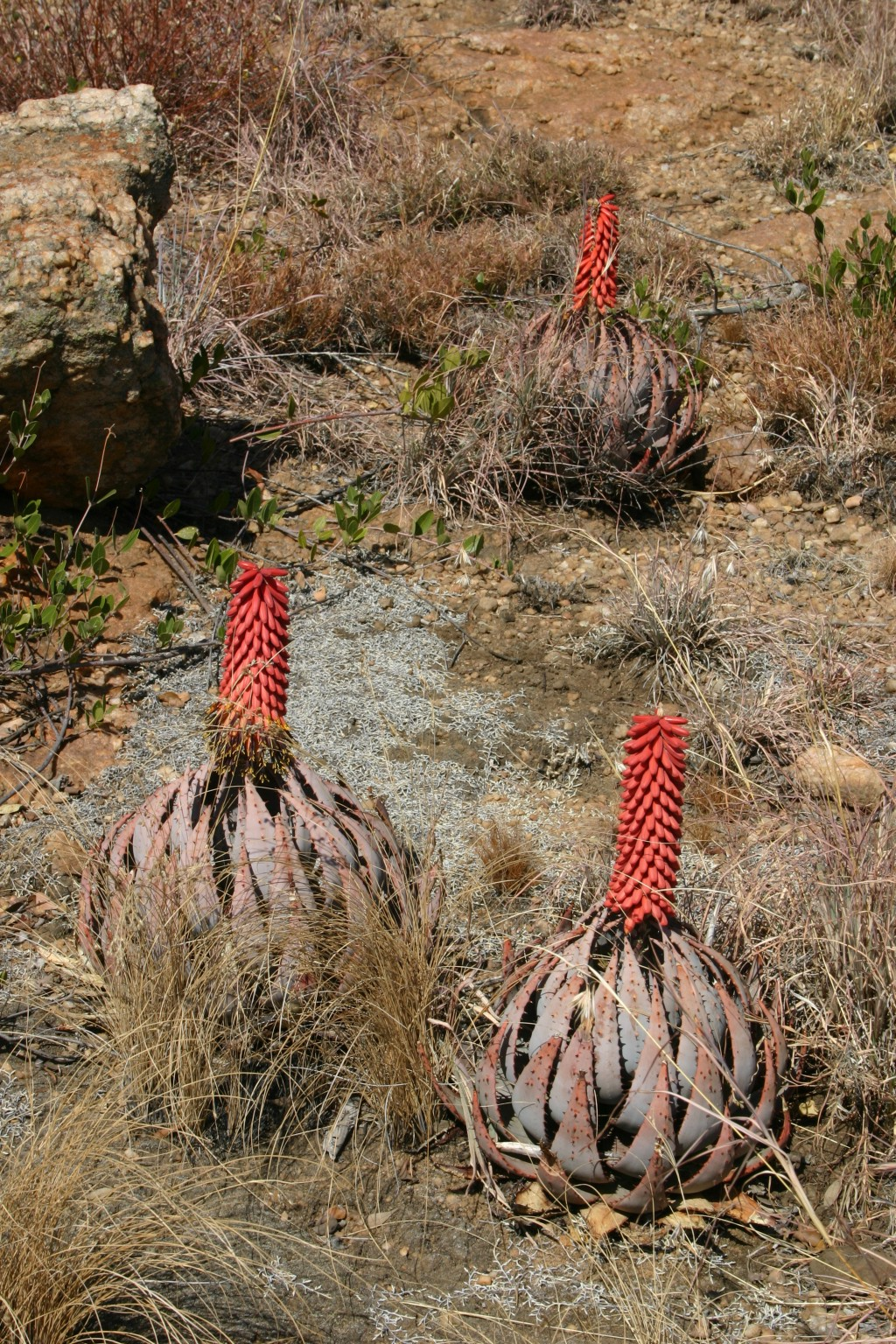
Aloe peglerae
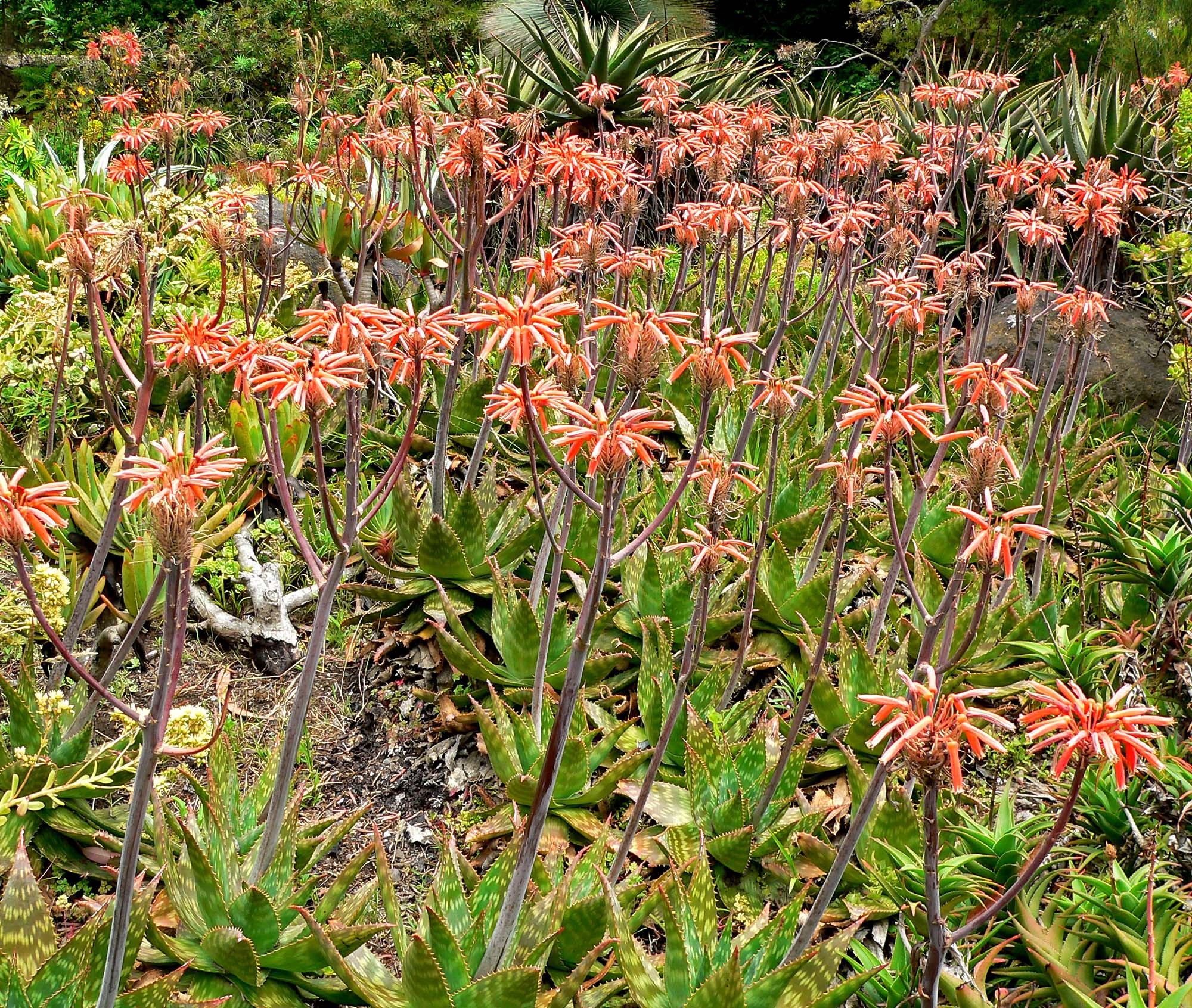
Aloe maculata
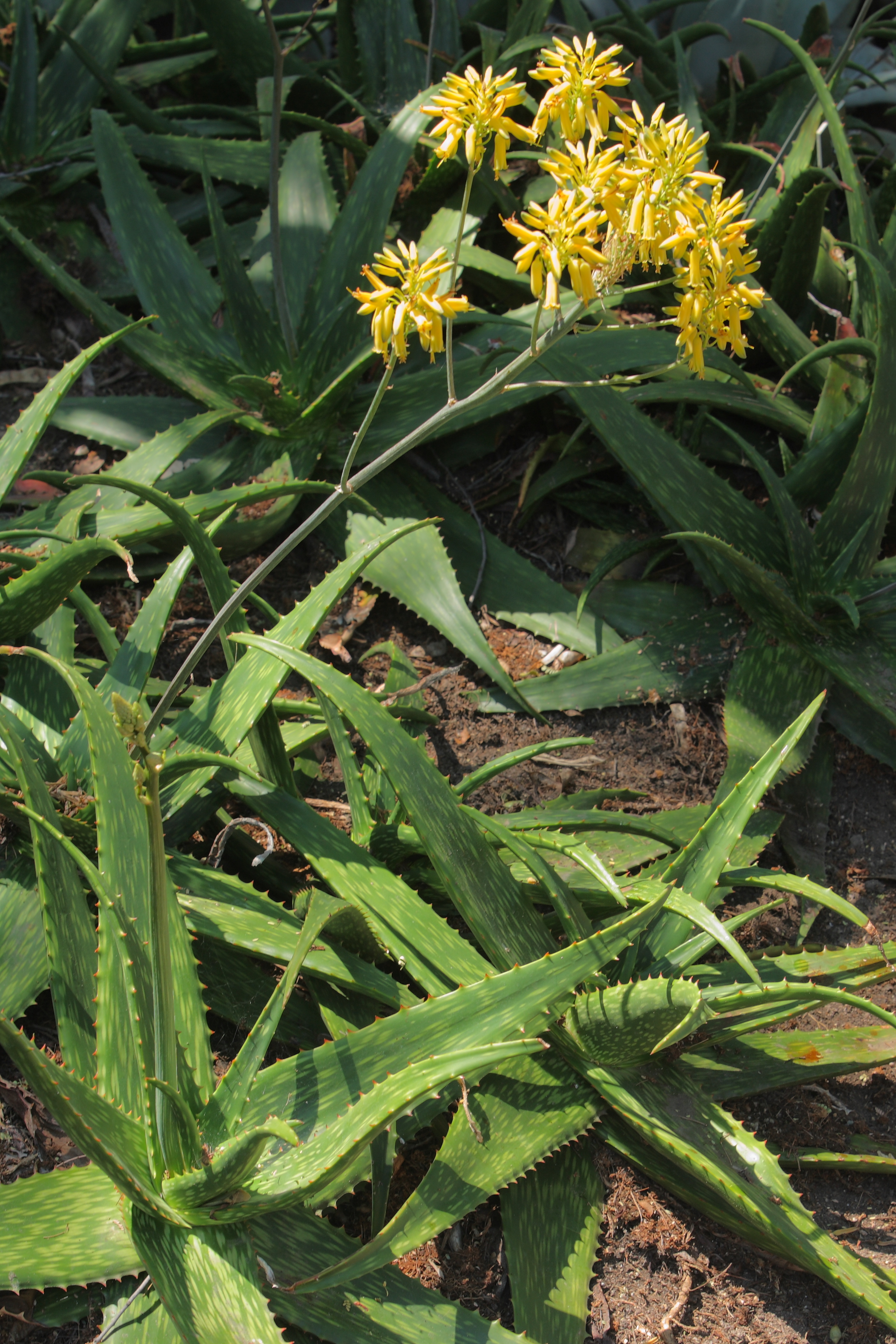
Aloe sophie
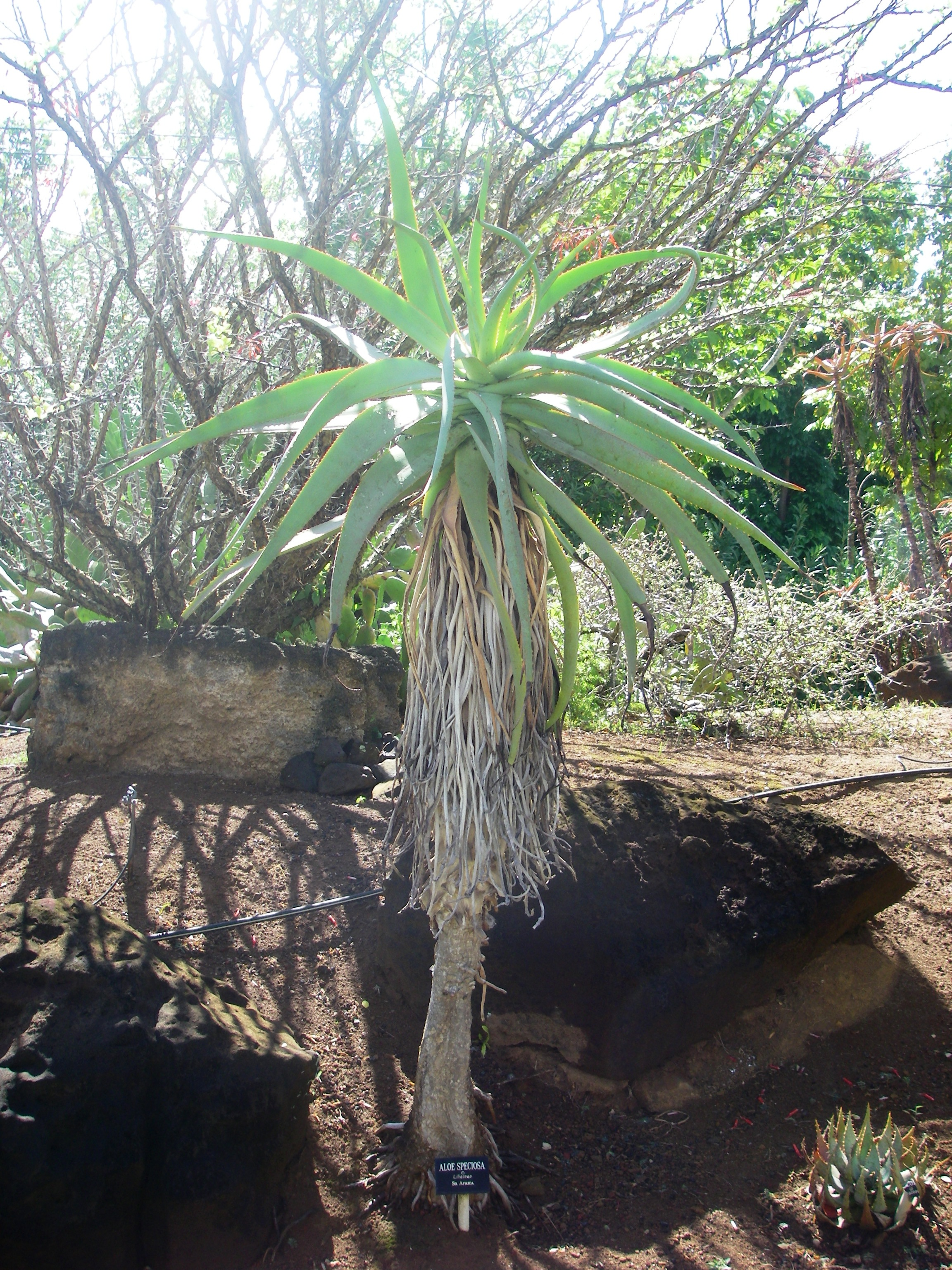
Aloe speciosa
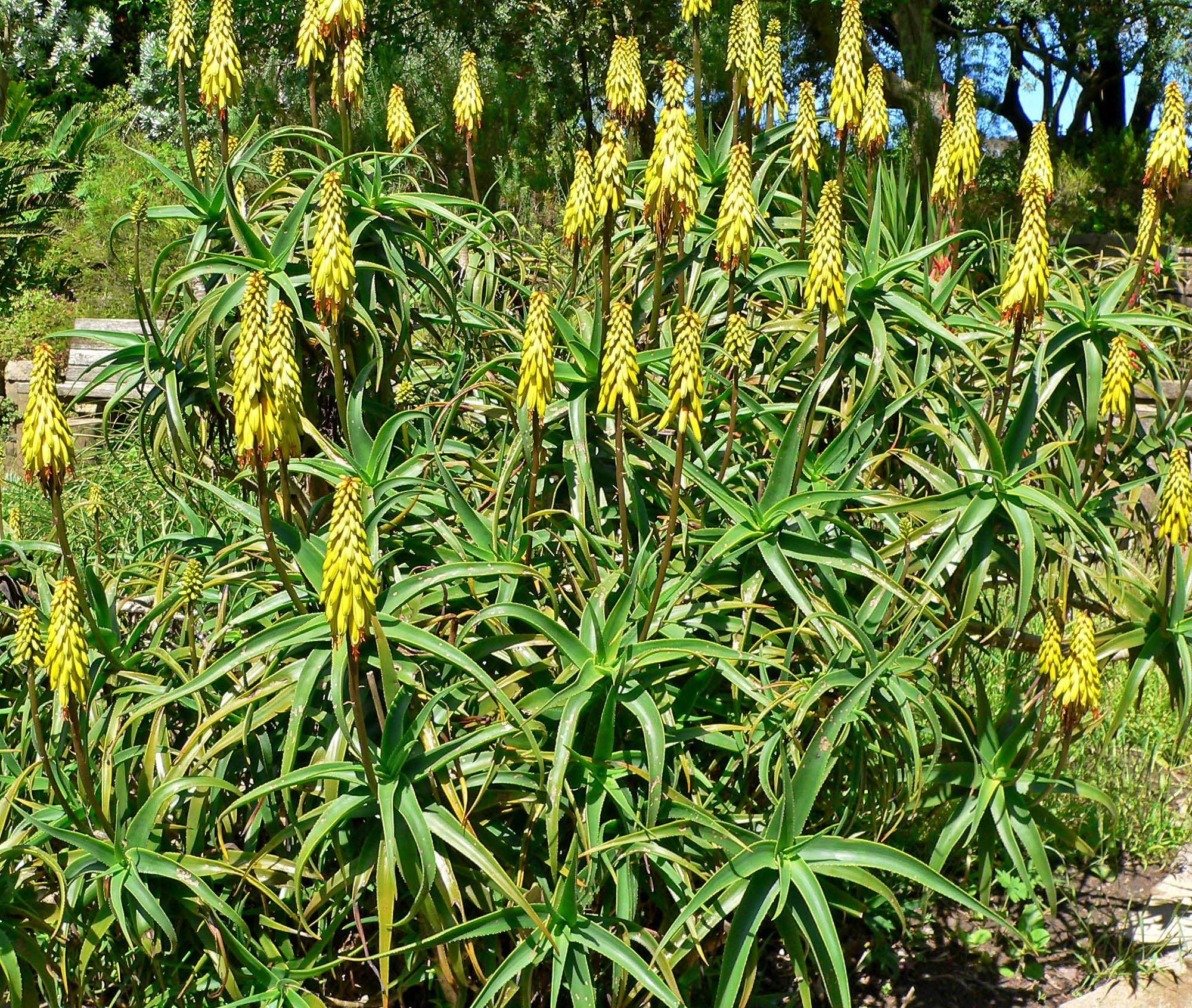
Aloe striatula
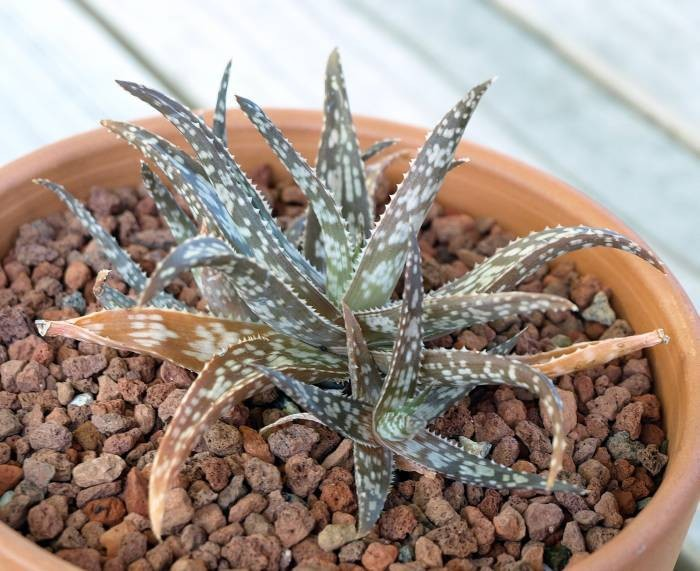
Aloe rauhii

## Содержание веществ
Среди различных видов алоэ алоэ вера считается самым значимым, коммерчески важным и самым популярным растением в области исследований. Различные части растения содержат около 75 питательных веществ, а также 200 активных соединений. В листьях и стебле алоэ содержится аллантоин, натуральные антиоксиданты в форме витаминов B комплекса, витаминов C и E, а также бета-каротин, который в организме превращается в витамин A.
Основным компонентом геля алоэ являются углеводы, особенно полисахариды, содержащие маннозу.
Фитокомпоненты, присутствующие в алоэ вера:
- Антрахиноны (алоэ-эмодин, алоэтовая кислота, эмодин, алоин А, алоин В, 6'-О-ацетил-алоин А, 6'-О-ацетил-алоин В, 10-гидроксиалоины А, 10-гидроксиалоины В, алоинозид А, алоинозид В , 7-гидроксиалоин A, 7-гидроксиалоин B, 7-гидрокси-8-O-метилалоин A, 7-гидрокси-8-O-метилалоин B, 6'-малонилнаталоин A, 6'-малонилнаталоин B, гомонаталозид B, димер элгоники A, димер elgonica B, алоиндимер A, алоиндимер B, алоиндимер C, алоиндимер D, алоэ-эмодин-11-O-рамнозид, хризофанол, эмодин, физион, алоэ-эмодин, наталоеэмодин, алоэсапонарин I, алоэзапонарин II, мадагасцин, 3- Геранилоксиэмодин, реин)
- Сахариды (чистый маннан, ацетилированный маннан, ацетилированный глюкоманнан, глюкогалактоманнан, галактан, галактогалактуран, арабиногалактан, галактоглюкоарабиноманнан, пектиновые вещества, ксилан, целлюлоза, верацилглюкан B и верацилглюкан C, глюкоза, галактоза, манноза и арабиноза)
- Флавоноиды (апигенин, лютеолин, изовитексин, изоориентин, сапонарин, лутонарин, кемпферол, кверцетин, мирицетин, кверцитрин, рутин, катехин, эпикатехин)
- фитостеролы (Циклоартанол, 24-метилен-циклоартанол, лофенол, 24-метил-лофенол, 24-этил-лофенол, лупеол, β-ситостерол, кампестерол)
- Хромоны (Алоэзин, алоэрезин E, изоалоэрезин D, алоэрезин D, rabaichromone, алоэрезин K, aloesinol)
- Полифенолы (коричная кислота, п-кумаровая кислота, кофейная кислота, феруловая кислота, синапиновая кислота, 3-(4-гидроксифенил)пропановая кислота, метил-3-(4-гидроксифенил)пропионат, 7-деметилсидерин, фералолид, дигидрокумарин, алоэнин А, алоэнин В, п-кумароилалоенин, аловерозид А, фероксидин 1-(2,4-дигидрокси-6-метилфенил)этенон, п -анисальдегид, салицилальдегид, п -крезол, пирокатехин, гентизиновая кислота, галловая кислота, ванилиновая кислота, сиреневая кислота, аскорбиновая кислота)
- Белки (лектины и лектиноподобные вещества, полипептидные фракции)
- Минералы (кальций, медь, цинк, магний, калий, марганец, железо, холин, хром, фосфор, натрий, ванадий)

## Хозяйственное значение и применение
Алоэ древовидное и алоэ настоящее — распространённые комнатные растения. Среди различных видов алоэ, алоэ вера считается самым значимым, коммерчески важным и самым популярным растением в области исследований .

### Медицинское использование
Лечебные свойства алоэ, судя по сохранившимся письменным источникам, были известны уже более трёх тысяч лет назад. Современное клиническое использование геля алоэ началось в 1930-х годах.
Исследования выявили значительную гемопоэтическую (кроветворную) активность алоэ.
Cуществуют противоречивые данные о том, может ли алоэ вера предотвращать или лечить побочные эффекты, вызванные радиацией. Было обнаружено, что алоэ вера не всегда эффективен при радиационном воздействии на пациентах с раком молочной железы. И наоборот, алоэ вера кажется эффективным при остром радиационном проктите, но потребуются дальнейшие крупные рандомизированные контролируемые испытания.

#### Гастроэнтерология
Различные препараты алоэ применяют при заболеваниях желудочно-кишечного тракта, для лечения гастритов, энтероколитов, гастроэнтеритов, язвенной болезни желудка и двенадцатиперстной кишки, а также при бронхиальной астме, туберкулёзе лёгких и гипохромной анемии.
Упаренный сок некоторых видов алоэ называется сабур и применяется в качестве слабительного и желчегонного средства. В тропических странах сок получается путём самопроизвольного его истечения из срезанных листьев. В других странах сок из листьев выжимают при помощи прессов и затем выпаривают досуха. Государственная фармакопея СССР допускала к употреблению сорта сабура — капский и из Кюрасао; первый имел вид стекловидных, блестящих, по краям просвечивающих кусков с раковистым изломом; второй состоял из матовых, непросвечивающих кусков с зернистым изломом. Сабур в дозах 0,5—1 г употреблялся как слабительное; в дозах 0,05—0,2 г — для повышения пищеварительной деятельности. Сильно разбавленный или смешанный с соком какого-либо фрукта, он пригоден для питья.

#### Офтальмология
В глазной практике алоэ используют для лечения блефарита, конъюнктивита, кератита, помутнения стекловидного тела, прогрессирующей близорукости.
Офтальмолог академик Владимир Филатов обнаружил усиление действия экстрактов из листьев алоэ после «биостимуляции», которая состоит в выдерживании срезанных листьев в прохладном влажном месте. При этом в листьях запускается синтез биологически активных веществ. В народной медицине экстракт алоэ в виде капель используют для лечения конъюнктивита, при воспалении верхнего века. Рекомендуется рассматривать экстракт алоэ в первую очередь как биологически активную добавку, а не как сертифицированный лекарственный препарат.

#### Народная медицина
Кроме того, для лечения ожогов, длительно незаживающих ран и язв, при лучевых поражениях кожи, воспалительных заболеваниях полости рта, для регулирования менструации.
Свежий сок в народной медицине наружно используется для заживления ран, внутрь — при туберкулёзе.
Исследования не получили доказательств эффективности использования алоэ для заживления ран.

### Токсикология
Сок алоэ может вызывать отравление. Среди симптомов следует отметить: воспаление кишок, тенезмы, понос (иногда с кровью и отделением плёнок), иногда геморрагический нефрит; при беременности возможен выкидыш.
Американские специалисты Национальной токсикологической программы (National Toxicology Program, NTP) провели исследования, во время которого подопытным крысам и мышам на протяжении двух лет давали высокие дозы экстракта растения Aloe barbadensis. Также грызунов поили водой, содержащей 1,5 процента экстракта алоэ по массе. По окончании эксперимента учёные обнаружили в толстом кишечнике крыс как доброкачественные, так и злокачественные новообразования. Опухоли развились у 74 процентов самцов и у 39 процентов самок крыс. У мышей не наблюдалось канцерогенного эффекта от орального употребления алоэ.
Следует уточнить, что для исследования крысам давали целый лист алоэ настоящего, вместе с кожурой, которая содержит вещество алоин, употребление которого в больших дозах является канцерогенным, то есть может вызвать рак.
Препараты для местного применения по-прежнему считаются безопасными.

### Использование в косметических целях
На основе алоэ делают маски, настойки, тоники, которые используются для протирания лица кожи и других частей тела. Благодаря высокому содержанию в алоэ воды достигается эффект увлажнения, успокоения, смягчения и восстановления кожи.

### Использование в хозяйстве
Русский путешественник Авраам Сергеевич Норов сообщал:
Алоэ приносит большую пользу жителям Африки, Индии и Америки; они строят из тростниковых стеблей онаго шалаши и делают стрелы. Они также извлекают из него нити, из которых ткут паруса.